# Santa Bárbara (telenovela)
Santa Bárbara é uma telenovela portuguesa produzida pela Plural Entertainment e transmitida originalmente pela TVI, de 28 de setembro de 2015 a 1 de outubro de 2016, substituindo Jardins Proibidos e sendo substituída por A Impostora. É da autoria de Artur Ribeiro e foi escrita por Artur Ribeiro, Nuno Duarte, Joana Pereira da Silva, Maria João Vieira, Renato Rocha e Sarah Lemonnier. Trata-se da adaptação do original mexicano La Patrona. Foi gravada entre a região do Porto e Trás-os-Montes, onde foi ambientada a vila fictícia de Santa Bárbara.
O título da telenovela foi baseado na própria figura religiosa Santa Bárbara, padroeira dos mineiros, principal tema da história. Foi também a primeira telenovela da TVI a ser transmitida integralmente no formato 16:9.
Foi protagonizada por Benedita Pereira, Albano Jerónimo e São José Correia.

## Produção
A telenovela foi anunciada pela primeira vez em novembro de 2014, quando Artur Ribeiro foi relatado como o autor de outra nova telenovela da TVI. A telenovela deveria estrear em março de 2015. Dias depois, surgiram as primeiras sugestões de que seria uma adaptação de uma telenovela mexicana e La Patrona era a escolhida.
Margarida Marinho foi a primeira atriz pensada para interpretar Antónia Vidal, um dos personagens principais da trama original. Mas mais tarde ela se mudou para a emissora rival SIC para protagonizar a telenovela Poderosas. Sara Matos e Pedro Teixeira também foram atores considerados como parte da telenovela, mas nunca foram confirmados. Rita Blanco também chegou a ser falada como a atriz que iria interpretar Antónia Vidal, mas tal não se chegou a confirmar pois a atriz começou a gravar a telenovela da SIC Coração d'Ouro.
Finalmente, em 2015, Benedita Pereira e Albano Jerónimo foram anunciadas como protagonistas (Gabriela e Alexandre). Em fevereiro, São José Correia substituiu o papel original de Margarida Marinho na telenovela (Antónia Vidal). Naquele momento, ela ainda estava gravando a telenovela Jardins Proibidos e a TVI teve que fazer algumas mudanças para que ela pudesse abandonar essa produção e se juntar ao elenco desta produção.
Também em fevereiro, a telenovela recebeu seu primeiro título, Santa Bárbara, que mais tarde foi anunciado como oficial. Santa Bárbara origina-se da figura espiritual real Santa Bárbara, que se acredita ser o protetor dos mineiros, que é uma das principais parcelas. A estreia foi então adiada para setembro porque TVI estendeu o comprimento de Jardins Proibidos (no ar na época).

## Sinopse
Das profundezas da terra aos píncaros da alta sociedade, Santa Bárbara é a história de Gabriela (Benedita Pereira), uma jovem a quem tiram tudo e que regressa para tudo reconquistar. Ao mesmo tempo, é a história de uma esquecida vila portuguesa do interior que vai encontrar um novo fôlego com a reabertura de umas antigas minas de ouro. Tal como a protagonista, que irá passar das maiores provações às maiores riquezas, em busca de um amor perdido, também a vila de Santa Bárbara irá ser o centro de todos os acontecimentos e de todos os amores e ódios, conflitos e sonhos, dramas e felicidades.

### 1.ª fase
A vila fictícia de Santa Bárbara, em tempos votada ao esquecimento, volta a estar no mapa com a reabertura oficial das suas antigas minas de ouro, explorada por um consórcio liderado pela poderosa Antónia Vidal (São José Correia), uma mulher que subiu na vida à custa de dois casamentos que terminaram mal para ambos os maridos – o primeiro morreu num acidente no mínimo suspeito, e o atual morre às suas mãos, logo após a inauguração da mina que agora fica sob o controlo exclusivo de Antónia e dos seus caprichos.
Contudo, com a morte do patriarca, Alexandre (Albano Jerónimo), o enteado de Antónia que vivia no Porto, volta a Santa Bárbara. E se as circunstâncias desta visita seriam apenas para o funeral do pai, quando Alexandre conhece Gabriela, a jovem mineira da terra, tudo vai mudar. Sobretudo quando os dois ficam presos num túnel da mina, após um desabamento, onde o facto de estarem ambos a correr risco de vida os irá ligar para sempre.
O amor que cresce entre Alexandre e Gabriela irá ser posto à prova quando Antónia começar maquiavelicamente a conspirar a ruína da mineira, que irá ser incriminada e internada compulsivamente numa clínica psiquiátrica, após uma explosão na mina que custa a vida ao seu próprio pai (Almeno Gonçalves), e também a Fernando (Carloto Cotta), o único filho de Antónia, a verdadeira responsável por aquela fatalidade. Separada de Alexandre e do seu filho, David (Gonçalo Oliveira), sozinha e sem aparentes hipóteses de continuar a sua vida naquela terra, a não ser fechada no hospício, Gabriela vai ter de fugir e desaparecer no estrangeiro.

### 2.ª fase
Seis anos depois, Santa Bárbara está irreconhecível. Com um campo de golfe e um hotel de luxo, repovoada com uma população jovem e empreendedora, com turismo rural, museu arqueológico das antigas minas romanas, praias fluviais com desportos aquáticos e grandes vivendas de férias de classe alta. E é a esta nova Santa Bárbara que uma igualmente nova Gabriela regressa.
Depois de anos em Itália onde conquistou uma fortuna, Gabriela está de volta, decidida não só a vingar-se de Antónia como também a repor a justiça e a paz naquela vila, sem nunca esquecer Alexandre e a esperança de reconquistar o seu amor perdido.

## Elenco
| Ator                    | Personagem                   | Fases        | Fases        |
| Ator                    | Personagem                   | 1            | 2            |
| ----------------------- | ---------------------------- | ------------ | ------------ |
| Benedita Pereira        | Gabriela Soares              | Protagonista | Protagonista |
| Albano Jerónimo         | Alexandre Vidal              | Protagonista | Protagonista |
| São José Correia        | Antónia Guerra Beltrão Vidal | Antagonista  | Antagonista  |
| António Capelo          | Adriano Viegas               | Regular      | Regular      |
| Luísa Cruz              | Constança Monte Claro Viegas | Regular      | Regular      |
| Luís Esparteiro         | Júlio Montemor               | Regular      | Regular      |
| Manuela Couto           | Paula Montemor               | Regular      | Regular      |
| Marco D'Almeida         | Gonçalo Góis                 | Regular      | Regular      |
| Paula Lobo Antunes      | Luísa Áquila                 | Regular      | Regular      |
| Luís Gaspar             | Macário                      | Regular      | Regular      |
| Anabela Brígida         | Aida Marques                 | Regular      | Regular      |
| João Lagarto            | Zacarias Neves               | Regular      | Regular      |
| Cristina Homem de Mello | Teresa Neves                 | Regular      | Regular      |
| Susana Arrais           | Francisca Magalhães          | Regular      | Regular      |
| Diana Costa e Silva     | Irene Montemor               | Regular      | Regular      |
| Carloto Cotta           | Fernando Beltrão             | Regular      | Ausente      |
| Catarina Wallenstein    | Júlia Montemor               | Regular      | Ausente      |
| Almeno Gonçalves        | Tomás Soares                 | Convidado    | Ausente      |
| Manuela Maria           | Felismina Oliveira           | Convidada    | Ausente      |
| Gonçalo Oliveira        | David Soares Vidal           | Infantil     | Ausente      |
| Miguel Taborda          | David Soares Vidal           | Ausente      | Regular      |
| Sara Mestre             | Marisa Vasques               | Infantil     | Ausente      |
| Madalena Almeida        | Marisa Vasques               | Ausente      | Regular      |
| Jessica Athayde         | Ana da Luz Vasques           | Regular      | Regular      |
| Pedro Laginha           | Eduardo Reis                 | Regular      | Regular      |
| Marco Delgado           | Rui Lagos                    | Regular      | Regular      |
| Sofia Grillo            | Filipa Vieira                | Regular      | Regular      |
| Nuno Pardal             | Alberto Espinho              | Regular      | Regular      |
| Gabriela Barros         | Patrícia Montemor            | Regular      | Regular      |
| Filomena Cautela        | Maria Ana Rodrigues          | Regular      | Regular      |
| Pedro Caeiro            | Ricardo Viegas               | Regular      | Regular      |
| Catarina Gouveia        | Alice Oliveira               | Regular      | Regular      |
| Anna Eremin             | Rute Gomes                   | Regular      | Regular      |
| David Carreira          | André Neves                  | Regular      | Regular      |
| Tiago Felizardo         | Manuel Neves                 | Regular      | Regular      |
| Romeu Costa             | Bernardo Almeida             | Regular      | Regular      |
| Carla Vasconcelos       | Rosa Romeiro                 | Regular      | Regular      |
| Carlos Oliveira         | Vitó Cabral                  | Regular      | Regular      |
| Afonso Pimentel         | Daniel Figueiredo            | Ausente      | Regular      |
| Sofia Ribeiro           | Jéssica Garcia               | Ausente      | Regular      |
| Jean-Pierre Martins     | Olivier Lencastre            | Ausente      | Regular      |
| Duarte Gomes            | João Almeida                 | Ausente      | Regular      |
| Helena Costa            | Sónia Santos                 | Ausente      | Regular      |
| Bruna Quintas           | Sara Faria                   | Ausente      | Regular      |
| José Condessa           | Luís Fernandes               | Ausente      | Regular      |
| André Patrício          | Duarte Gomes                 | Ausente      | Regular      |
| Patrícia André          | Cristina Freire              | Ausente      | Regular      |
| Margarida Serrano       | Rita Vidal                   | Ausente      | Infantil     |

Participação especial no 1.º episódio
| Joaquim de Almeida no papel de Marcelo Vidal |

### Elenco adicional
- Adérito Lopes - Médico
- Alberto Pereira
- Alexandre Calçada - Hugo (mineiro)
- Jack Ilco - Zeca (mineiro)
- Ana Catarina Afonso - Sofia Sousa e Silva (amante do procurador)
- Ana Lopes - Lena (Repórter)
- Ana Saragoça - Noémia Ramos (doente do manicómio)
- António Aldeia - Padre
- António Évora
- António Melo - Abílio (Sequestrador na Câmara)
- Carlos d'Almeida Ribeiro - Médico
- Carlos Sebastião - Advogado do Sindicato
- Cristina Alhos
- Cristina Cunha - Repórter
- David Pereira Bastos  - Edmundo (mineiro que detona a bomba na mina)
- Duarte Guimarães - Inspetor Correia
- Durval Lucena  - Miguel Pereira Pinto (Conservador do Registo Civil)
- Edmundo Rosa - Enfermeiro Henriques
- Élvio Camacho - Leonardo
- Eurico Lopes - Gonçalves (Segurança na Mina)
- Fátima Severino - Mulher no Cemitério (Ep.1)
- Flávio Gil - Carteiro
- Francisco Arraiol - Joaquim (mineiro)
- Francisco Beatriz - Agente da GNR
- Figueira Cid - Marido de Noélia
- Helena Afonso - Dona do Café (Ep.4)
- Henrique Pereira
- Hugo Costa Ramos - José (mineiro)
- Igor Sampaio
- Inês Curado - Catarina (falecida namorada de Gonçalo)
- Isabel Almeida - Cliente do Café (Ep.36)
- Joana Bastos Raposo - Educadora do colégio de Santa Bárbara
- João Augusto Abreu
- João Cabral - Álvaro (advogado de Gonçalo) (Ep.78)
- João Lobo - Advogado de Alexandre
- João Montez
- Linda Valadas - Jornalista
- João Tempera - Comandante das GIOE'
- Joaquim Guerreiro - Segurança (Ep.5)
- Jorge Fernandes - Carlos
- Jorge Mota - Médico (Ep.1)
- Jorge Pereira
- Jorge Pinto - Venâncio (Enólogo da Quinta Monte Claro) (Ep.5-20...)
- José Boavida (†)
- José Henrique Neto - Notário (Ep.15)
- José Pinto - Belmiro Guerra (Pai de Antónia)
- Mafalda Banquart
- Mafalda Teixeira - Gisela (uma das prostitutas de Vitó)
- Maria d'Aires - Noélia
- Maria Hasse
- Maria João Vaz - Dr. Eduardo Castanheiro (advogado de Gabriela)
- Maria Simões - Roberta
- Mariema (†) - Idosa (Moradora em Santa Bárbara, que é abordada por Paula para que vote nela)
- Martim Pedroso - Inspetor Pinto
- Patrícia Resende - Romi (uma das prostitutas de Vitó)
- Patrícia Yuan
- Paulo Duarte Ribeiro - Simões
- Paulo Filipe
- Pedro Giestas - Responsável pela desencarceramento na mina (Eps.1-3)
- Pedro Lacerda - Tiago Costa (Procurador)
- Pedro Leitão - Dono do Ginásio de Muay-Thay
- Pedro Luzindro - Garçon na Inauguração (Ep.1)
- Pedro Mendonça - Raimundo (Detetive contratado por Júlia)
- Pedro Saavedra
- Raquel Loureiro - Organizadora do evento na Mansão da Gabriela
- Rui Raposo - António Carrapato (mineiro)
- Rute Miranda - Marta Costa (mulher do procurador)
- Sérgio Silva - Mendonça (diretor da redação onde trabalha Gonçalo)
- Sónia Aragão - Suzy (Reclusa)
- Susana Vitorino - Booker
- Teresa Faria - Anastácia (testemunha do assassinato do André)
- Teresa Sobral - Nélia (empregada dos Montemor)
- Victor de Sousa - Dr. Galvão (Dono da clínica psiquiátrica)

(†) Actor falecido

## Lista de Fases
| Resumo | Resumo | Episódios | Episódios | Originalmente exibido  | Originalmente exibido |
| Resumo | Resumo | Episódios | Episódios | Estreia da temporada   | Final da temporada    |
| ------ | ------ | --------- | --------- | ---------------------- | --------------------- |
|        | 1      | 125       | 125       | 28 de setembro de 2015 | 21 de março de 2016   |
|        | 2      | 146       | 146       | 22 de março de 2016    | 1 de outubro de 2016  |

## Audiências
Na estreia, dia 28 de setembro de 2015 (segunda-feira), Santa Bárbara foi líder e marcou 12,7% de rating e 31,3% de share, sendo um dos resultados mais fracos de uma estreia da TVI. Ao contrário do habitual, a telenovela é transmitida desde o 1.º episódio no horário das 22h30, substituindo Jardins Proibidos. No dia 6 de outubro de 2015, Santa Bárbara foi exibida mais cedo e bateu recorde ao marcar 13,2% de rating e 28,4% de share. No dia 22 de março de 2016, episódio que inicia-se a 2ª fase, Santa Bárbara marcou 11,6% de rating e 30,5% de share, garantindo a liderança. No dia 28 de março, Santa Bárbara bateu recorde e liderou com 13,0% de rating e 30,6% de share. No dia 30 de março, Santa Bárbara bateu recorde e liderou com 14,0% de rating e 34,8% de share, sendo esse o maior resultado atingido em toda sua exibição. No dia 2 de abril de 2016, com o encontro de Gabriela e Alexandre após 6 anos, Santa Bárbara registou 12,8% de rating e 30,3% de share, na liderança. A telenovela é líder no seu horário, tal como a antecessora. Ao fim de 271 episódios exibidos, o episódio final de Santa Bárbara registou 13,5% de rating e 32,2% de share e foi exibido dia 1 de outubro (sábado) às 21h40, liderando o horário.
| Média | Média     | Episódios exibidos | Rating | Share | Ref.ª  |
| ----- | --------- | ------------------ | ------ | ----- | ------ |
| 2015  | Setembro  | 3                  | 12,0%  | 30,6% | [ 17 ] |
| 2015  | Outubro   | 22                 | 10,6%  | 27,4% | [ 17 ] |
| 2015  | Novembro  | 21                 | 9,1%   | 25,5% | [ 18 ] |
| 2015  | Dezembro  | 21                 | 9,2%   | 24,6% | ...    |
| 2016  | Janeiro   | 22                 | 9,1%   | 24,1% | [ 19 ] |
| 2016  | Fevereiro | 21                 | 9,3%   | 24,9% | [ 19 ] |
| 2016  | Março     | 23                 | 10,9%  | 28,6% | [ 20 ] |
| 2016  | Abril     | 22                 | 11,8%  | 30,5% | [ 21 ] |
| 2016  | Maio      | 23                 | 11,4%  | 30,0% | [ 22 ] |
| 2016  | Junho     | 22                 | 11,1%  | 29,1% | [ 23 ] |
| 2016  | Julho     | 21                 | 10,6%  | 28,7% | [ 24 ] |
| 2016  | Agosto    | 24                 | 10,5%  | 29,3% | [ 25 ] |
| 2016  | Setembro  | 24                 | 10,5%  | 31,0% | [ 26 ] |
| 2016  | Outubro   | 1                  | 13,5%  | 32,2% | [ 26 ] |
| Total | Total     | 271                | 10,7%  | 28,3% |        |

Nota: Cada ponto de rating equivale a 95 000 espetadores. Estes dados não incluem visualização em diferido.

## Banda sonora
A banda sonora original da telenovela foi lançada em 2016 e traz 17 canções, incluindo o tema principal.
| N.º | Título                   | Música                          | Personagem            | Duração |  |
| 1.  | "Toma Conta de Mim"      | Pedro Abrunhosa & Comité Caviar | Genérico              | 4:58    |  |
| 2.  | "O Sopro Do Coração"     | Clã                             | Antónia Vidal         | 4:30    |  |
| 3.  | "Nunca Me Esqueci de Ti" | Rui Veloso                      | Alexandre Vidal       | 3:05    |  |
| 4.  | "Quem És Tu Miúda?"      | Os Azeitonas                    | Patrícia Montemor     | 4:10    |  |
| 5.  | "Story Of My Life"       | One Direction                   | André Neves           | 4:04    |  |
| 6.  | "Carousel"               | Carolina Deslandes              | Rute                  | 2:47    |  |
| 7.  | "Invincible"             | Kelly Clarkson                  | Gabriela Soares       | 3:58    |  |
| 8.  | "Strong For Too Long"    | Leonor Andrade                  | Manuel e Rute         | 3:35    |  |
| 9.  | "Até Lá"                 | Jimmy P                         | David e Sara          | 3:43    |  |
| 10. | "Super Ego"              | HMB                             | Patrícia e Daniel     | 4:09    |  |
| 11. | "Ela Queria"             | Virgem Suta                     | Alice                 | 3:45    |  |
| 12. | "Amor Errante"           | Diva                            | Constança Monte Claro | 4:18    |  |
| 13. | "Se Te Amo"              | Quinta do Bill                  | Alexandre e Gabriela  | 3:28    |  |
| 14. | "Pronúncia do Norte"     | GNR & Isabel Silvestre          | Filipa e Rui          | 3:27    |  |
| 15. | "(Bem) Na Minha Mão"     | Susana Félix                    | Macário e Aida        | 3:38    |  |
| 16. | "Riû"                    | Cuca Roseta                     | Francisca e Bernardo  | 3:50    |  |
| 17. | "Onde Quero Estar"       | Paulo Sousa                     | André e Rute          | 3:38    |  |

## Transmissão
| País       | Canal      | Título adaptado         | Estreia                | Final                   | Horário                                                                                |
| ---------- | ---------- | ----------------------- | ---------------------- | ----------------------- | -------------------------------------------------------------------------------------- |
| Portugal   | TVI        | Santa Bárbara           | 28 de setembro de 2015 | 1 de outubro de 2016    | Segunda a sexta, às 23:00                                                              |
| Portugal   | TVI Ficção | Santa Bárbara           | 28 de junho de 2018    | janeiro de 2019         | —                                                                                      |
| Portugal   | TVI Ficção | Santa Bárbara           | 7 de dezembro de 2022  |                         | Segunda a sábado, cerca das 2:00, cerca das 12:30 (exceto ao sábado) e cerca das 17:30 |
| Portugal   | TVI        | Santa Bárbara - A Série | 3 de agosto de 2020    | 23 de fevereiro de 2021 | Segunda a sexta, às 19:00                                                              |
| Portugal   | TVI        | Santa Bárbara - A Série | 3 de agosto de 2020    | 23 de fevereiro de 2021 | Terça a sábado, às 02:00                                                               |
| Angola     | TVI África | Santa Bárbara           | 5 de outubro de 2015   | 8 de outubro de 2016    | Segunda a sexta, às 21:30                                                              |
| Moçambique | TVI África | Santa Bárbara           | 5 de outubro de 2015   | 8 de outubro de 2016    | Segunda a sexta, às 22:30                                                              |

## Curiosidades
- São José Correia consagrou-se na pele vilã Antónia Vidal;
- A trama foi dividida em duas fases com divisão de seis anos uma entre si;
- Na sua reta final foi exibida por volta das 23h30, logo após a terceira temporada da novela A Única Mulher;
- Mesmo sendo a 2.ª telenovela da noite, em 270 episódios Santa Bárbara teve sempre mais de um milhão se telespectadores, sendo, entre as novelas da TVI da novela da década de 2010, a mais vista nesse horário;
- Muitos atores desta novela aparecem em Mulheres.
- Foi reposta ao final da tarde na TVI desde 3 de agosto de 2020. A mesma reposição foi desviada para as madrugadas da TVI devido aos maus resultados no horário anterior, acabando por ser suspensa algumas semanas depois. Voltou às madrugadas da TVI a 11 de janeiro de 2021 para exibir os restantes episódios, interrompendo a exibição de Olhos nos Olhos e sendo substituída pela retoma de Doce Tentação.